# Liste chronologique de jeux de plates-formes
Cet article est une liste de jeux vidéo de plates-formes triés par ordre chronologique.

## Années 1980

### 1980
- Space Panic
- Crazy Climber

### 1981
- Apple Panic
- Donkey Kong

### 1982
- Canyon Climber
- Pitfall!

### 1983
- Chuckie Egg
- Congo Bongo
- Donkey Kong 3
- Dracula's Revenge
- Jumpman
- Major Havoc
- Manic Miner
- Mappy
- Mario Bros.
- Miner 2049er
- Lode Runner
- Spelunker

### 1984
- Bomb Jack
- Gribbly's Day Out
- Ice Climber
- Pitfall II: Lost Caverns

### 1985
- Ghosts'n Goblins
- Jet Set Willy
- Monty on the Run
- Super Mario Bros.

### 1986
- Alex Kidd in Miracle World
- Alex Kidd: The Lost Stars
- Bubble Bobble
- Castlevania
- Dark Castle
- Ghost House
- Kid Icarus
- Teddy Boy
- Metroid

### 1987
- Great Giana Sisters, The
- Megaman
- Nebulus [1]
- Rainbow Islands
- ThunderCats
- Yōkai Dōchūki

### 1988
- Combat Crazy
- Ghouls'n Ghosts
- Haunted Castle
- NewZealand Story (The)
- Super Mario Bros. 3

### 1989
- Alex Kidd in the Enchanted Castle
- Batman: The Video Game
- Psycho Fox
- Prince of Persia
- Rick Dangerous
- Strider
- Super Mario Land
- Teenage Mutant Hero Turtles
- Toki

## Années 1990

### 1990
- Alex Kidd in Shinobi World
- Alpha Waves
- Apprentice
- Batman: The Video Game
- Castle of Illusion
- Mega Twins
- Commander Keen
- Dangerous Dave
- Fire and Brimstone
- Flimbo's Quest
- Flood
- James Pond: Underwater Agent
- Liquid Kids
- Rick Dangerous II
- Rod-Land
- Super Mario World

### 1991
- Aventures de Moktar, Les
- Baby Jo in “Going Home”
- Blues Brothers, The
- CarVup
- Chiki Chiki Boys
- Chuck Rock
- Elf
- Fantasia
- Gods
- Hudson Hawk
- James Pond 2: Codename RoboCod
- Magicland Dizzy
- Magic Pockets
- Parasol Stars
- PC Kid 2
- P.P. Hammer and his Pneumatic Weapon
- Prehistorik
- Quackshot
- Scooby Doo and Scrappy Doo
- Smart Ball
- Sonic the Hedgehog
- Super Ghouls'n Ghosts

### 1992
- ActRaiser
- Addams Family, The
- Alisia Dragoon
- Bubble Dizzy
- Chakan
- Fire and Ice
- Flashback
- Harlequin
- Global Gladiators
- Kid Chameleon
- Kirby's Dream Land
- Nicky Boom
- Premiere
- Prince of the Yolkfolk
- Putty
- Sonic the Hedgehog 2
- Spellbound Dizzy
- Trolls
- Videokid
- Zool

### 1993
- Aero the Acro-Bat
- Aladdin
- Alfred Chicken
- Arabian Nights
- Beavers
- B.O.B.
- Chuck Rock II: Son of Chuck
- Cool Spot
- Disney's Chip'n Dale: Rescue Rangers 2
- Fantastic Dizzy
- James Pond 3: Operation Starfish
- Lionheart
- Nicky II
- Oscar
- PC Kid 3
- Qwak
- Sink or Swim
- Oscar
- Soccer Kid
- Socket
- Sonic the Hedgehog Chaos
- Superfrog
- Wiz 'n' Liz
- Zool

### 1994
- ActRaiser 2
- Brian the Lion
- Bubba 'n' Stix
- Bubsy
- Bubsy II
- Clockwork Knight
- Donkey Kong Country
- Dynamite Headdy
- Earthworm Jim
- Flink
- Kid Chaos
- Mr. Nutz
- Putty Squad
- Roi Lion, Le
- Ruff 'n' Tumble
- Sonic the Hedgehog 3
- Sonic and Knuckles

### 1995
- Boogerman
- Cheese Cat-Astrophe starring Speedy Gonzales
- Donkey Kong Country 2
- Gargoyles
- Gex
- Jumping Flash!
- Knuckles Chaotix
- Porky Pig's Haunted Holiday
- Rayman
- Super Mario World 2: Yoshi's Island
- Toy Story

### 1996
- Adventures of Lomax, The
- Donkey Kong Country 3
- Crash Bandicoot
- Incantation (video game) (en)
- Pandemonium
- Sonic 3D Flickies' Island
- Super Mario 64
- Tomb Raider

### 1997
- Castlevania: Symphony of the Night
- Crash Bandicoot 2: Cortex Strikes Back
- Oddworld : L'Odyssée d'Abe
- OnEscapee

### 1998
- Banjo-Kazooie
- Glover
- Jump 'n Bump
- Space Station Silicon Valley
- Oddworld : L'Exode d'Abe
- Heart of Darkness
- Sonic Adventure
- Spyro the Dragon
- Tombi!
- Crash Bandicoot 3: Warped

### 1999
- Ape Escape
- Donkey Kong 64
- Pac-Man World
- Rayman 2: The Great Escape
- Spyro 2: Gateway to Glimmer
- Tonic Trouble

## Années 2000

### 2000
- Banjo-Tooie
- Vib-Ribbon
- Tombi! 2
- Spyro: Year of the Dragon
- Gift (jeu vidéo)

### 2001
- Ape Escape 2
- Conker's Bad Fur Day
- Crash Bandicoot : la Vengeance de Cortex
- Evil Twin
- Jak and Daxter: The Precursor Legacy
- Klonoa: Empire of Dreams
- Lady Sia
- Sonic Adventure 2
- Spyro: Season of Ice

### 2002
- Akuji the Demon
- Jazz Jackrabbit
- Oddworld : L'Odyssée de Munch
- Ratchet and Clank
- Spyro: Enter the Dragonfly
- Spyro 2: Season of Flame
- Super Mario Sunshine

### 2003
- Jak II : Hors la loi
- Prince of Persia : Les Sables du temps
- Ratchet and Clank 2
- Sly Raccoon
- Sonic Heroes
- Spyro: Adventure
- Vexx
- Voodoo Vince

### 2004
- Cave Story
- Crash TwinSanity
- Doukutsu Monogatari
- Jak 3
- Prince of Persia : L'Âme du guerrier
- Ratchet and Clank 3
- Sly 2 : Association de voleurs
- Spyro: A Hero's Tail
- Super Mario 64 DS

### 2005
- Kirby : Le Pinceau du Pouvoir
- Prince of Persia : Les Deux Royaumes
- Psychonauts
- Ratchet: Gladiator
- Sly 3
- Sonic Rush
- Super Princess Peach
- Yoshi Touch and Go

### 2006
- Daxter
- Kirby : Les souris attaquent
- LocoRoco
- New Super Mario Bros.
- Sonic the Hedgehog
- The Legend of Spyro: A New Beginning
- The Wild
- Yoshi's Island DS

### 2007
- Crash of the Titans
- LocoRoco Cocoreccho!
- Ratchet and Clank : La taille, ça compte
- Ratchet and Clank : Opération Destruction
- Sonic and the Secret Rings
- Sonic Rush Adventure
- Super Mario Galaxy
- Super Paper Mario
- The Legend of Spyro: The Eternal Night

### 2008
- Braid
- Crash : Génération Mutant
- Edge
- Little Big Planet
- LostWinds
- Mirror's Edge
- La Légende de Spyro : Naissance d'un dragon
- N+
- Prinny: Can I Really Be the Hero ?
- Ratchet and Clank: Quest for Booty
- Sonic Unleashed : La Malédiction du Hérisson
- Spelunky
- The Legendary Starfy
- You Have to Burn the Rope

### 2009
- Blueberry Garden
- Closure
- New Super Mario Bros. Wii
- Prinny 2: Dawn of Operation Panties, Dood !
- Ratchet and Clank: A Crack in Time
- Sonic et le Chevalier noir

## Années 2010

### 2010
- Donkey Kong Country Returns
- Kirby : Au fil de l'aventure
- Limbo
- Mega Man 10
- Pix'n Love Rush
- Prince of Persia : Les Sables oubliés
- Robot Unicorn Attack
- Sonic Colours
- Sonic the Hedgehog 4: Episode 1
- Super Mario Galaxy 2
- Super Meat Boy
- VVVVVV

### 2011
- Blocks That Matter
- de Blob 2
- Jazz: Trump's Journey
- Johnny Test
- Kirby's Adventure Wii
- Little Big Planet 2
- Ratchet and Clank: All 4 One
- Rayman Origins
- Sonic Generations
- Sonic Anniversary
- Super Mario 3D Land

### 2012
- Fez
- New Super Mario Bros. 2
- New Super Mario Bros. U
- Oniken
- Ratchet and Clank: Q-Force
- Sonic the Hedgehog 4: Episode 2
- Wooden Sen'SeY

### 2013
- Cave (The)
- DLC Quest
- Knack
- New Super Luigi U
- Penumbear
- Ratchet and Clank: Nexus
- Rayman Legends
- Sonic Lost World
- Super Mario 3D World
- Type:Rider
- Geometry Dash

### 2014
- Broforce
- Captain Toad: Treasure Tracker
- Coin Op Story
- Donkey Kong Country: Tropical Freeze
- Freedom Fall
- JUJU
- Little Big Planet 3
- Shantae and the Pirate's Curse
- Shovel Knight
- Sonic Boom
- Yoshi's New Island

## 2015
- BOXBOY!
- Kirby and the Rainbow Curse
- Yoshi's Woolly World

## 2016
- Grow Up
- Inside
- Kirby: Planet Robobot
- Owlboy
- Ratchet & Clank
- Shantae: Half-Genie Hero
- Sonic Boom: Fire & Ice
- Super Mario Maker
- Unravel

## 2017
- A Hat in Time
- Crash Bandicoot N. Sane Trilogy
- Cuphead
- Knack 2
- Poochy and Yoshi's Woolly World
- Snake Pass
- Sonic Forces
- Sonic Mania
- Super Lucky's Tale
- Super Mario Odyssey
- Yooka-Laylee

## 2018
- Celeste
- Kirby Star Allies
- Spyro Reignited Trilogy

## 2019
- New Super Mario Bros. Deluxe
- Yoshi's Crafted World

## 2020
- Ori and the Will of the Wisps

## 2021
- Toree 3D (en)

## 2023
- Super Mario Bros. Wonder
- Kirby's Return to Dream Land Deluxe